# Henry Proctor
Henry Arthur Proctor (født 19. oktober 1929 i Baxter Springs, Kansas, død 13. april 2005 i Camas, Washington) var en amerikansk roer og olympisk guldvinder.

## Rokarriere
Proctor var kadet på United States Naval Academy ved Annapolis og her en del af otteren, som vandt collegemesterskabet og Eastern Sprints samt OL-udtagelsesstævnet i 1952. Ved OL 1952 i Helsinki stillede han og resten af besætningen, Dick Murphy, Bill Fields, Jim Dunbar, Bob Detweiler, Wayne Frye, Ed Stevens og styrmand Charley Manring, op som store favoritter; amerikanerne havde vundet samtlige de OL-otterkonkurrencer, de havde stillet op i. Der deltog i alt 14 både i konkurrencen, hvor amerikanerne uden problemer vandt deres indledende heat og semifinale. I finalen blev USA i begyndelsen truet af den sovjetiske båd, men amerikanerne holdt dem væk og sejrede med et forspring på fem sekunder ned til Sovjetunionen, der fik sølv, mens Australien fik bronze.

## Videre karriere
Efter at have taget sin eksamen på akademiet fortsatte Proctor i US Air Force, hvorfra han lod sig pensionere i 1971 med rang af løjtnant.

## OL-medaljer
- 1952:  Guld i otter